# Lorenzo Guerini
Lorenzo Guerini, né le 21 novembre 1966 à Lodi, est un homme politique italien membre du Parti démocrate (PD).

## Biographie
Lorenzo Guerini naît le 21 novembre 1966 à Lodi. Fils d'un militant communiste, il commence son engagement politique au sein de la Démocratie chrétienne (DC),.
Il est élu en 1995 président de la province de Lodi, fonction qu'il occupe jusqu'en 2004. Il devient l'année suivante maire de Lodi et le reste jusqu'en 2012. Au cours de son mandat municipal, il fait la rencontre du maire de Florence Matteo Renzi dans le cadre de l'Association des communes italiennes (ANCI).
Élu à la Chambre des députés lors des élections générales de février 2013, il est nommé porte-parole du Parti démocrate (PD) après la victoire de Renzi à la primaire du 8 décembre 2013.
Il devient vice-secrétaire du parti à la suite de la nouvelle victoire de Matteo Renzi à la primaire du 30 avril 2017. À la suite des élections de 2018, il est porté à la présidence de la commission parlementaire pour la sécurité de la République (COPASIR), qui surveille l'activité des services secrets italiens.
Lors de la primaire du 3 mars 2019, il apporte son soutien à Maurizio Martina, alors que les « renziens purs et durs » appuient Roberto Giachetti. La victoire revenant à Nicola Zingaretti, Guerini fonde un courant critique mais constructif, à l'inverse des soutiens radicaux de Renzi.
Le 4 septembre 2019, Lorenzo Guerini est désigné ministre de la Défense du second gouvernement de l'indépendant Giuseppe Conte, auquel le PD participe.

## Décorations
Officier de l'Ordre du Mérite de la République italienne, Rome, 27 décembre 2007.